# آیک ترنر
آیک ویستر ترنر (انگلیسی: Ike Wister Turner؛ زاده ۵ نوامبر ۱۹۳۱ درگذشته ۱۲ دسامبر ۲۰۰۷) یک موسیقی‌دان اهل ایالات متحده آمریکا بود. وی بین سال‌های ۱۹۴۵ تا ۲۰۰۷ میلادی فعالیت می‌کرد.